# Simón Bolívar (Sosa)
Pour les articles homonymes, voir Simón Bolívar et Bolívar.
Simón Bolívar est l'une des cinq paroisses civiles de la municipalité de Sosa dans l'État de Barinas au Venezuela. Sa capitale est Las Casitas del Vegón de Nutrias. En 2018, sa population s'élève à 11 636 habitants.

## Géographie

### Démographie
Hormis sa capitale Las Casitas del Vegón de Nutrias, la paroisse civile possède plusieurs localités, dont :
- Cachicamo de Erika
- Concha
- Costa de Espinito
- El Cucharo
- El Junco
- El Picure
- Hacha
- Los Cañaverales
- Las Casitas del Vegón de Nutrias
- Las Trojas
  - Las Trojas del Este
  - Las Trojas del Oeste
- Limoncito
- Mayita
- Nicereño
- Palito Abajo
- Parcelamiento Chorroquito
- Sangre de Toro
- Toro Poncho
  - Toro Poncho del Norte
  - Toro Poncho del Sur